# Angu (comida)
El Angu es un plato típico de la gastronomía brasileña preparado con fubá, água y un poco de sal, llevando normalmente ajo frito en aceite como condimento. En las regiones en las que hubo influencia de inmigrantes italianos, el angu pasó a ser identificado con la polenta, plato típico italiano. Además de la receta que utiliza harina de maíz, el angu también puede ser preparado con harina de yuca o harina de arroz.